# Apeiba petoumo
Pour les articles homonymes, voir Bois calou et Bois bouchon.
Espèce
Synonymes
- Apeiba echinata Gaertn.
- Apeiba hypoleuca Steud.[2]

Classification APG III (2009)
Statut de conservation UICN

 LC  : Préoccupation mineure
Apeiba petoumo est une espèce de plantes à fleurs  de la famille des Malvaceae, (ou anciennement des Tiliaceae selon la (classification de Cronquist). C'est un arbre trouvé en Guyane.
En Guyane, on l'appelle peigne-macaque, bois bouchon ou bois calou (créole).

## Histoire naturelle
En 1775, le botaniste Aublet propose la diagnose suivante : 

« APEIBA (Petoumo). foliis ovatis, ſubtùs incanis, floribus racemoſis, luteis. (Tabula 115.)
Arbor trunco quadraginta-pedali, ad ſummitatem ramoſo ; ramis & ramusculis latè diſperſis. Folia alterna, ovata, acuta, integerrima, ſubcordata, petiolata, ſupernè glabra, viridia, infernè incana, nervis hirſutis, rufeſcentibus. Stipule binæ, oppofitæ, oblongæ, acutæ, deciduæ. Flores racemoſi ; racemi oppoſiti folio. Corolla flava. Fructus ; capſula coriacea, depreſſa, orbiculata, ſetis villoſis, vireſcentibus undique tecta, multilocularis. Semina numéroſiſſima, ſubrotunda, compreſſa, placentæ carnoſæ affixa.
Florebat, fructumque ferebat Octobri. 
Habitat in ſylvis Sinémarienſibus. 
Nomen Caribæum PETOUMO. »

« L'APEIBA Petoumo. (PLANCHE 215.)
Cette eſpèce d'Apeiba eſt très grande. Son tronc a ſouvent quarante pieds de hauteur, & un pied & demi ou plus de diamètre. Son écorce eſt brune, épaiſſe, filamenteuſe, propre a faire des cordes. Son bois eſt léger & blanc. Du ſommet de ce tronc naiſſent des branches qui ſe répandent en touſſens. elles ſont chargées de RAMEAUX liſſes, grêles, ſur leſquels croiſſent des feuilles rangées alternativement à droite & à gauche. Elles ſont ovales, longues de neuf pouces, larges de quatre, entières, liſſes, vertes en deſſus, blanchâtres en deſſous, terminées en pointe, & arrondies à leur baſe, partagées par une côte ſaillante en deſſous, qui dans toute ſa longueur jette à droite & à gauche des nervures couvertes d'un léger duvet rouſſâtre. Cette côte à ſa naiſſance eſt accompagnée de quatre nervures qui, dans l'angle qu'elles forment, ont une houppe de poils rouſſâtres très courts. Leur pédicule a un pouce & demi de longueur. Il eſt à ſa partie inférieure épais & fermé ; dans ſa partie moyenne il eſt grêle ; à ſa partie ſupérieure il eſt charnu, plus gros & arrondi ; à chaque côté du pédicule eſt une grande stipule qui tombe de bonne heure. 
Les fleurs naiſſent diſpoſées en grappes, ſur une tige oppoſée à une feuille, & garnie à ſa naiſſance de deux stipules qui tombent. Cette tige ſe partage en différents rameaux alternes; chaque rameau a auſſi deux ſtipules qui tombent, & porte à ſon ſommet trois fleurs, qui, à la baſe de leurs pédoncules, ſont entourées par quatre grandes écailles, Le pédoncule eſt long & grêle. 
Le calice eſt d'une ſeule pièce, diviſé profondément en cinq parties longues, étroites, fermés, un peu concaves, épaiſſes à leur ſommet. Il eſt en dehors aigu, triangulaire & couvert d'un duvet rouſſâtre, de même que les écailles, le pédoncule des fleurs, & la tige qui les porte. 
La corolle eſt à cinq pétales jaunes, oblongs, arrondis & larges par le haut ; étroits par le bas, termines par un petit onglet qui tient a un diſque au deſſous des étamines. 
Les étamines ſont en grand nombre, attachées au deſſous de l'ovaire. Leur filet eſt court. Les anthères, qui ſont corps avec les filets, ſont garnies de quelques poils à leur extrémité inférieure, & terminées a la partie ſupérieure par un feuillet en forme de bée ; elles ſont longues, grêles, jaunes, & à deux loges. 
Le piſtil eſt un ovaire rond, à pluſieurs côtes, charge de poils Courts, roux; il eſt comprimé à ſon ſommet, ſurmonté d'un style long, cylindrique, charnu, un peu courbe vers le haut, terminé par un stigmate évaſé & concave. 
L'ovaire devient une capsule fermé, coriace, ronde, comprimée, hériſſée de pointes d'une ligne de longueur, grêles, flexibles, légèrement velues, & verdâtres. Le pédoncule de cette capſule, en tombant, laiſſe une ouverture par laquelle s'échappent les graines quelle renferme. Elle eſt diviſée intérieurement par des cloiſons membraneuſes en pluſieurs loges, qui contiennent chacune un grand nombre & SEMENCES menues, applaties, & attachées à un placenta charnu. 
J'ai trouvé cet arbre dans les grandes forêts de Sinémari. 
II étoit en fleur & en fruit dans le mois d'Octobre. 
PETOUMO eſt le nom que les Galibis lui donnent. »

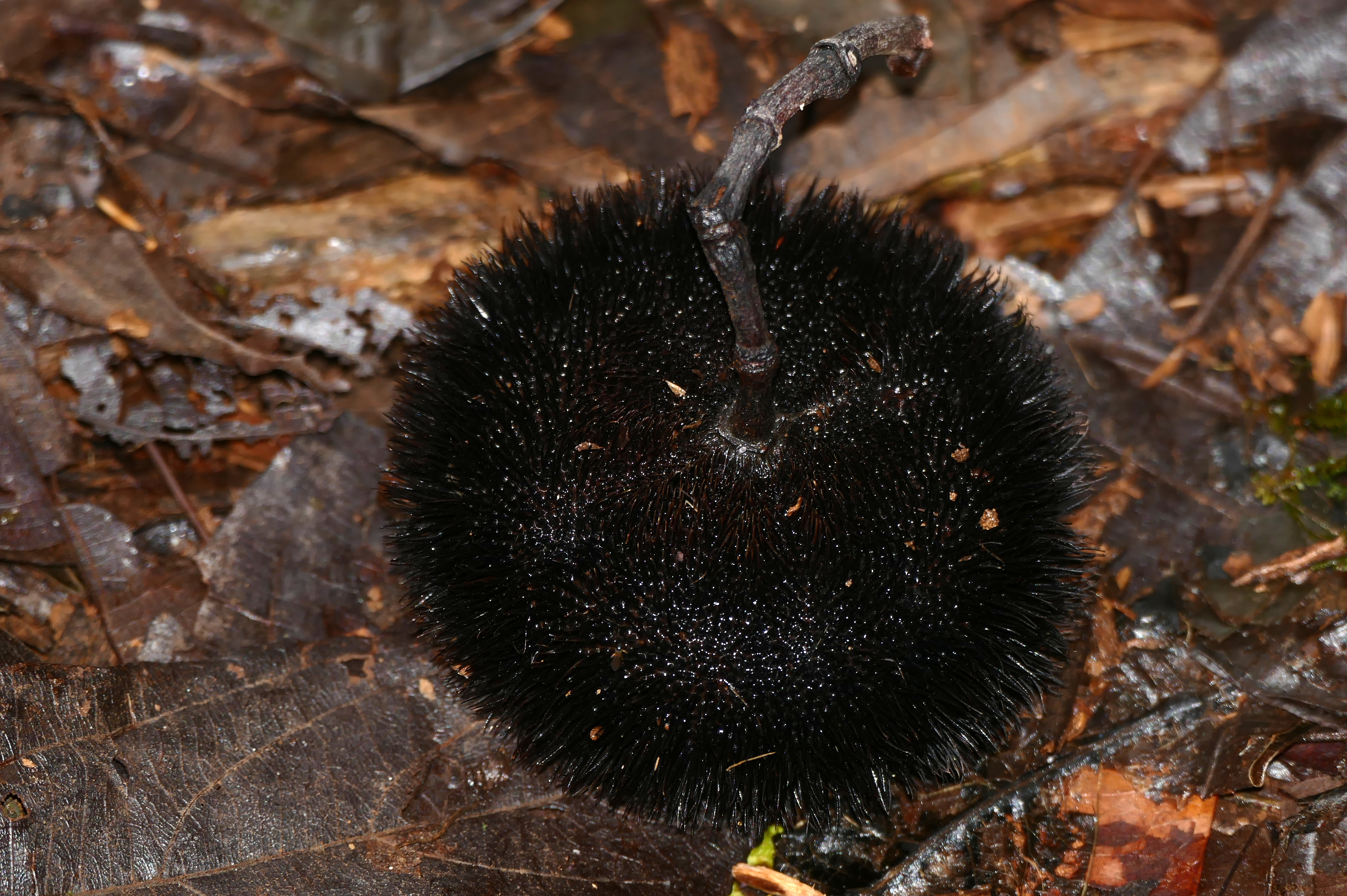
fruit d'Apeiba petoumo
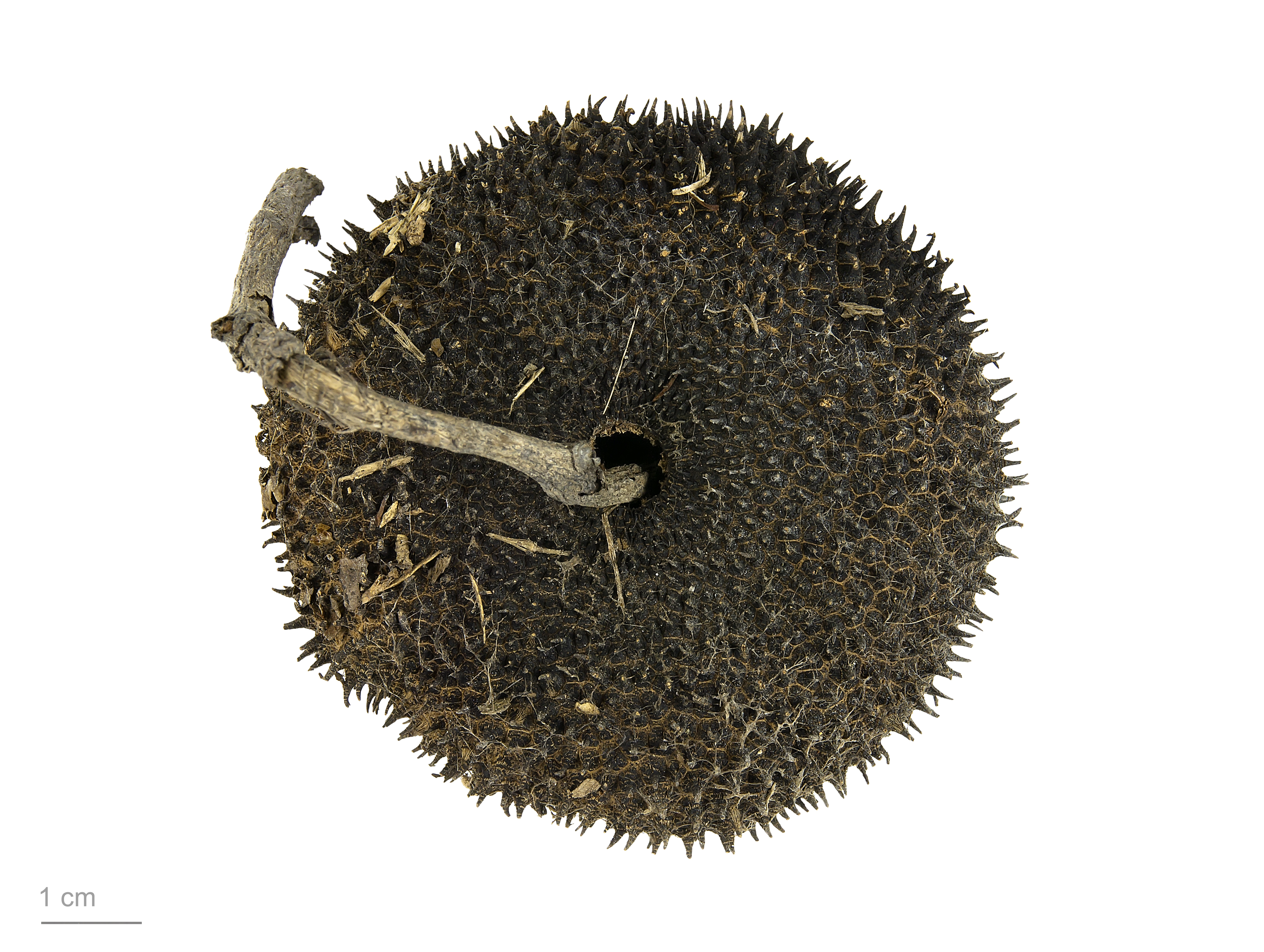
fruit d'Apeiba petoumo